# ハーバート・ジェームズ・ドレイパー
ハーバート・ジェームズ・ドレイパー（Herbert James Draper、1863年または1864年11月 - 1920年9月22日)は、ヴィクトリア朝から20世紀最初の20年間に及んで活動したイギリスの古典主義の画家。

## 生涯
宝石職人のヘンリー・ドレイパーと彼の妻エマの息子としてロンドンで生まれ、トッテナムのブルース・キャッスル・スクールで教育を受け、その後ロイヤル・アカデミー・オブ・アーツで芸術を学んだ。彼は1889年にロイヤル・アカデミー金賞と旅行奨学生を獲得し、1888年から1892年にかけてローマとパリに留学した。
1890年代にはイラストレーターとして働き、最終的にはロンドンに定住した。1891年、彼はアイダ・ウィリアムズ（Ida Williams）と結婚し、娘イヴォンヌが生まれた。1897年のロイヤル・アカデミー・オブ・アーツの年次展示会に出展し、1900年のパリ万国博覧会に出展し、メダルを受賞した。
彼はアビー・ロードの自宅で、56歳で動脈硬化症で死去した。

## 作品

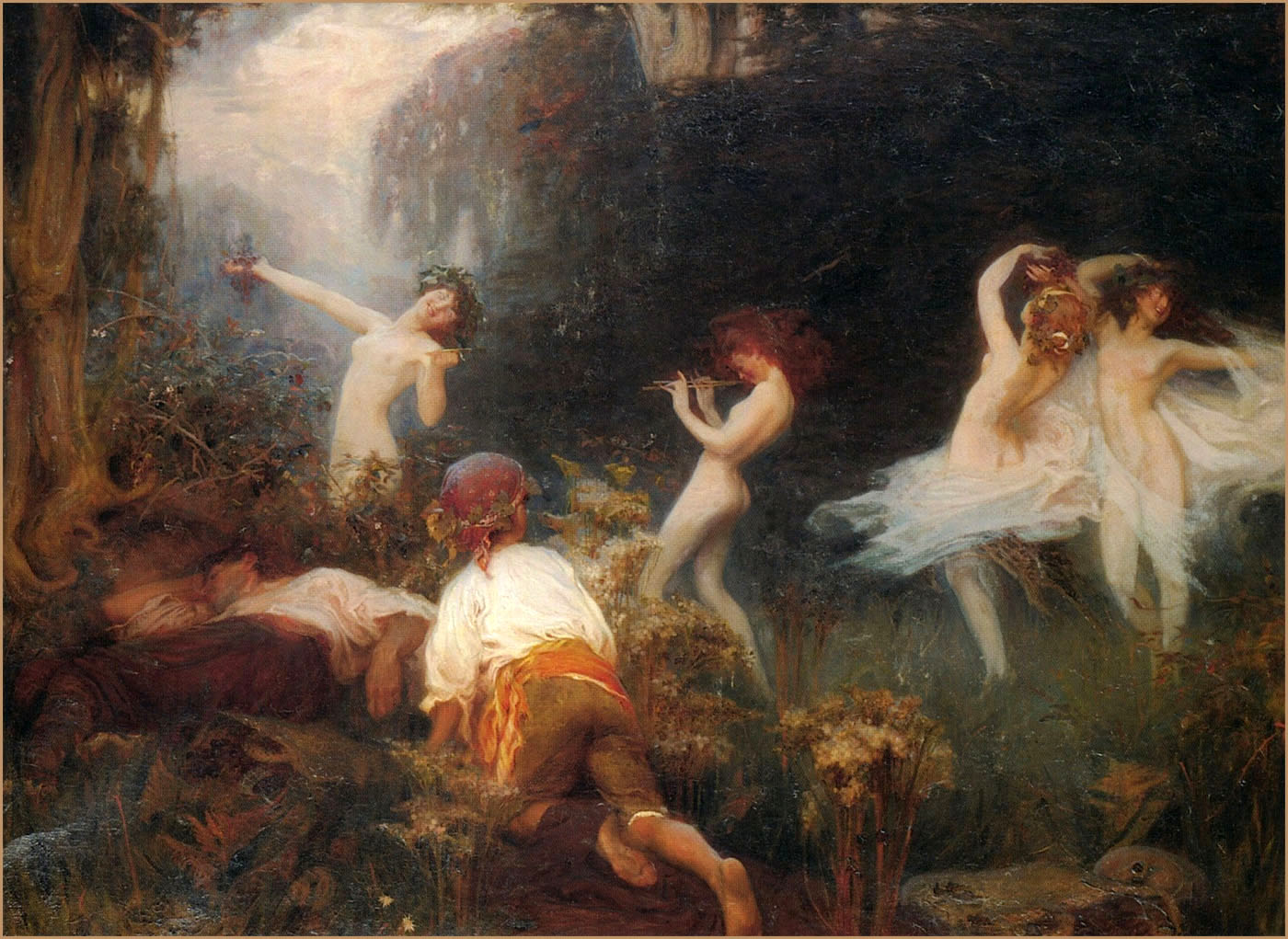
The Vintage Morn
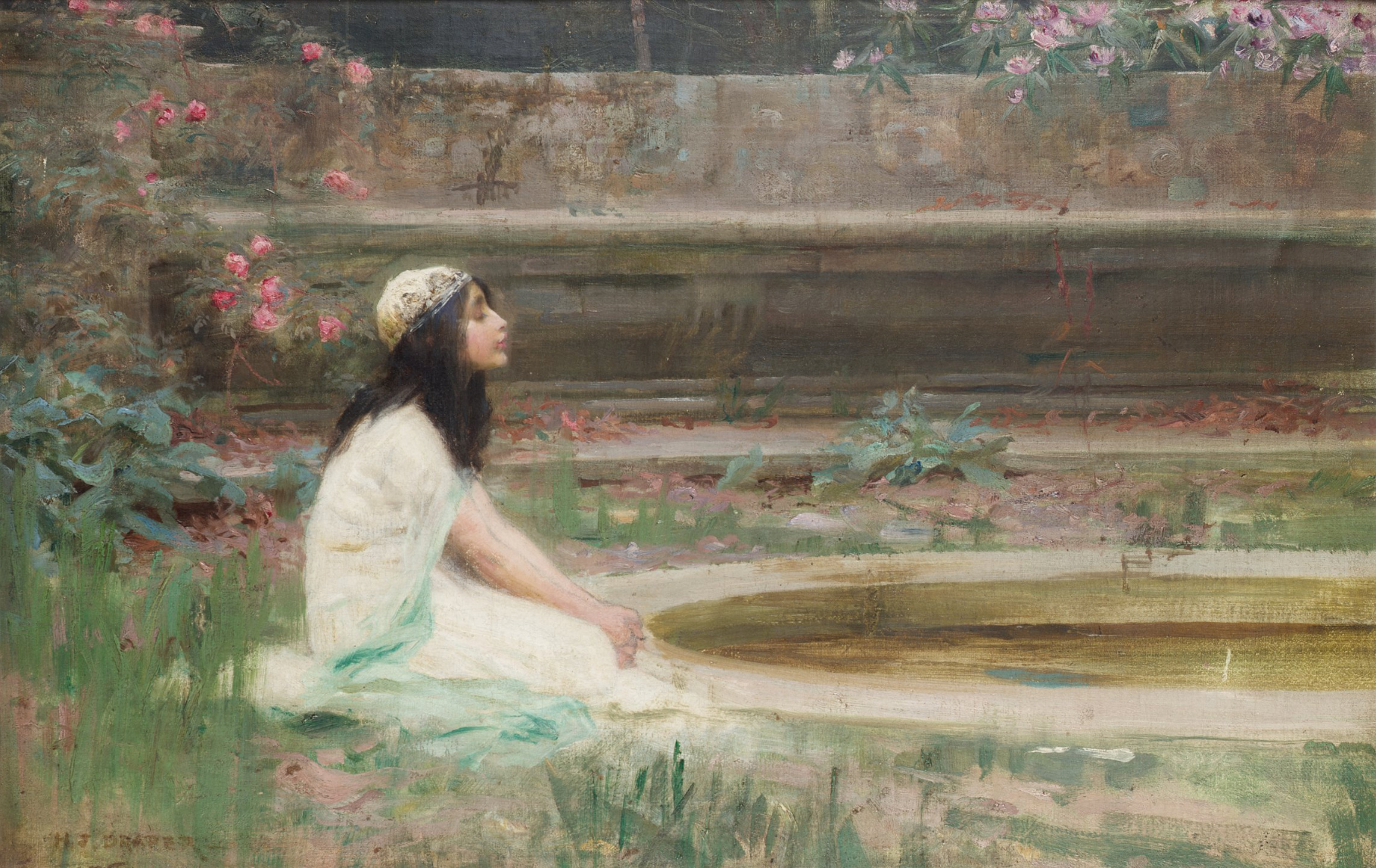
A Young Girl by a Pool
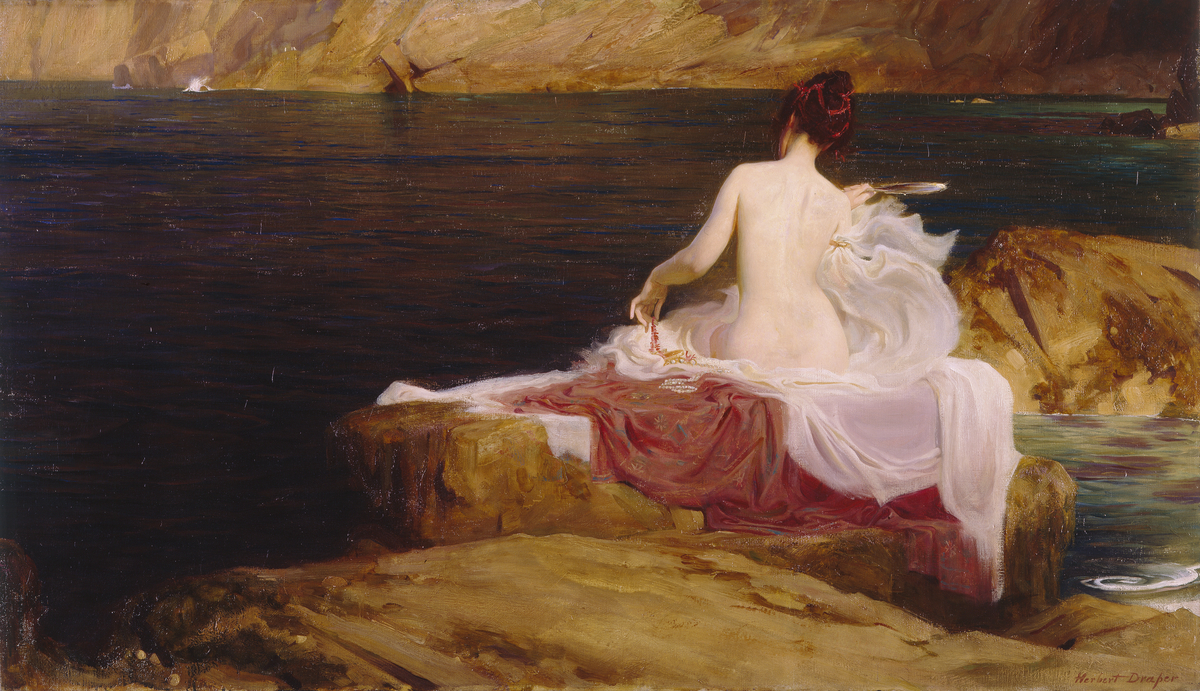
Calypso's Isle
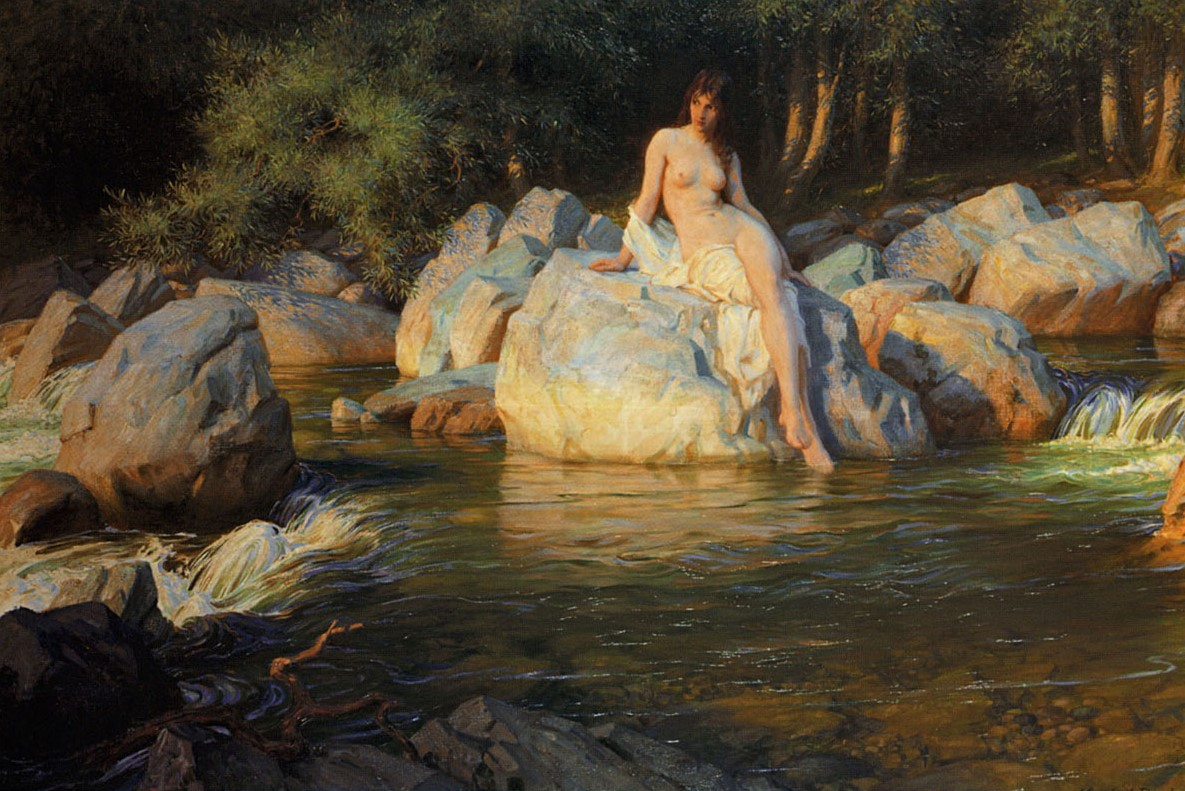
The Kelpie, 1903
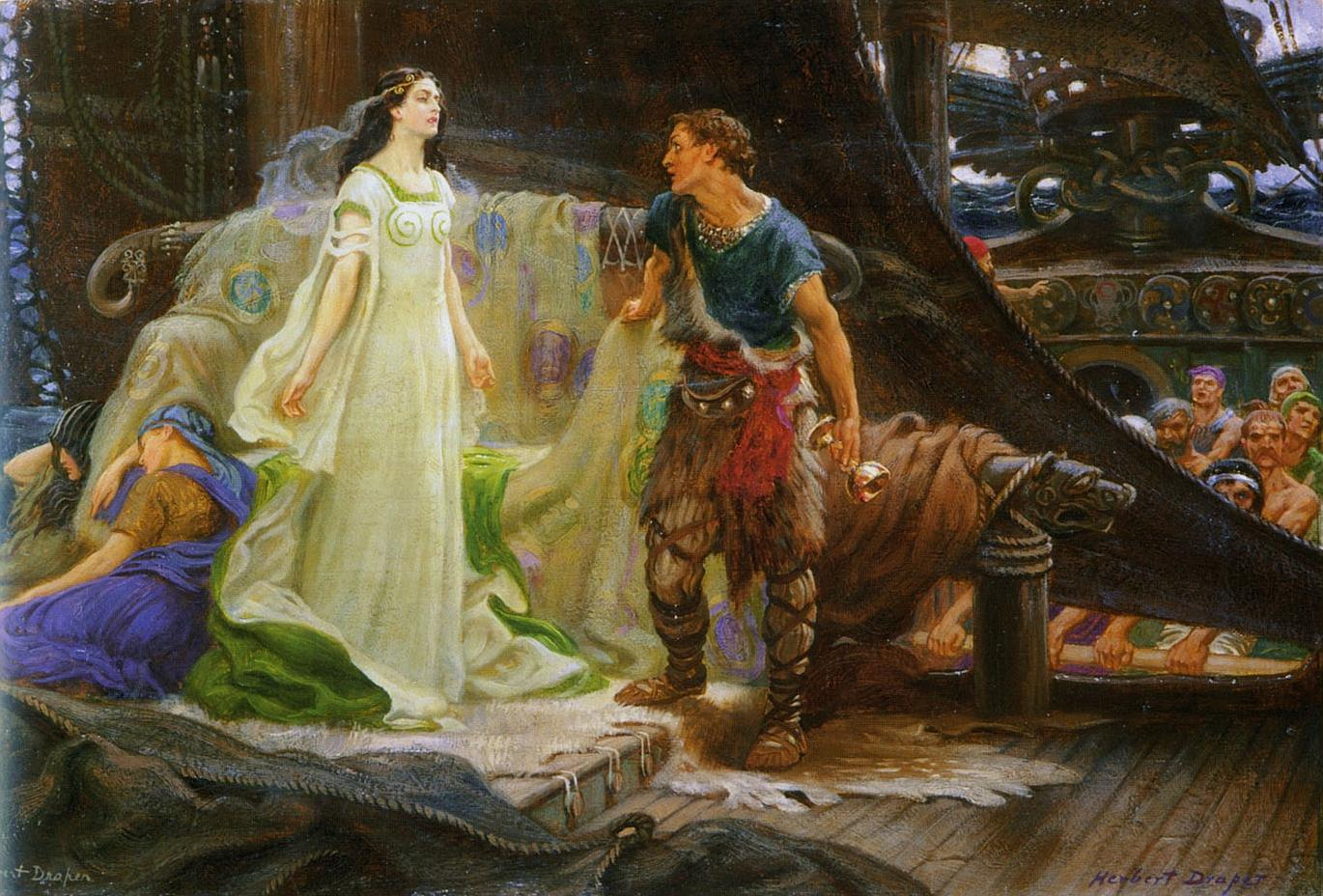
Tristan and Isolde
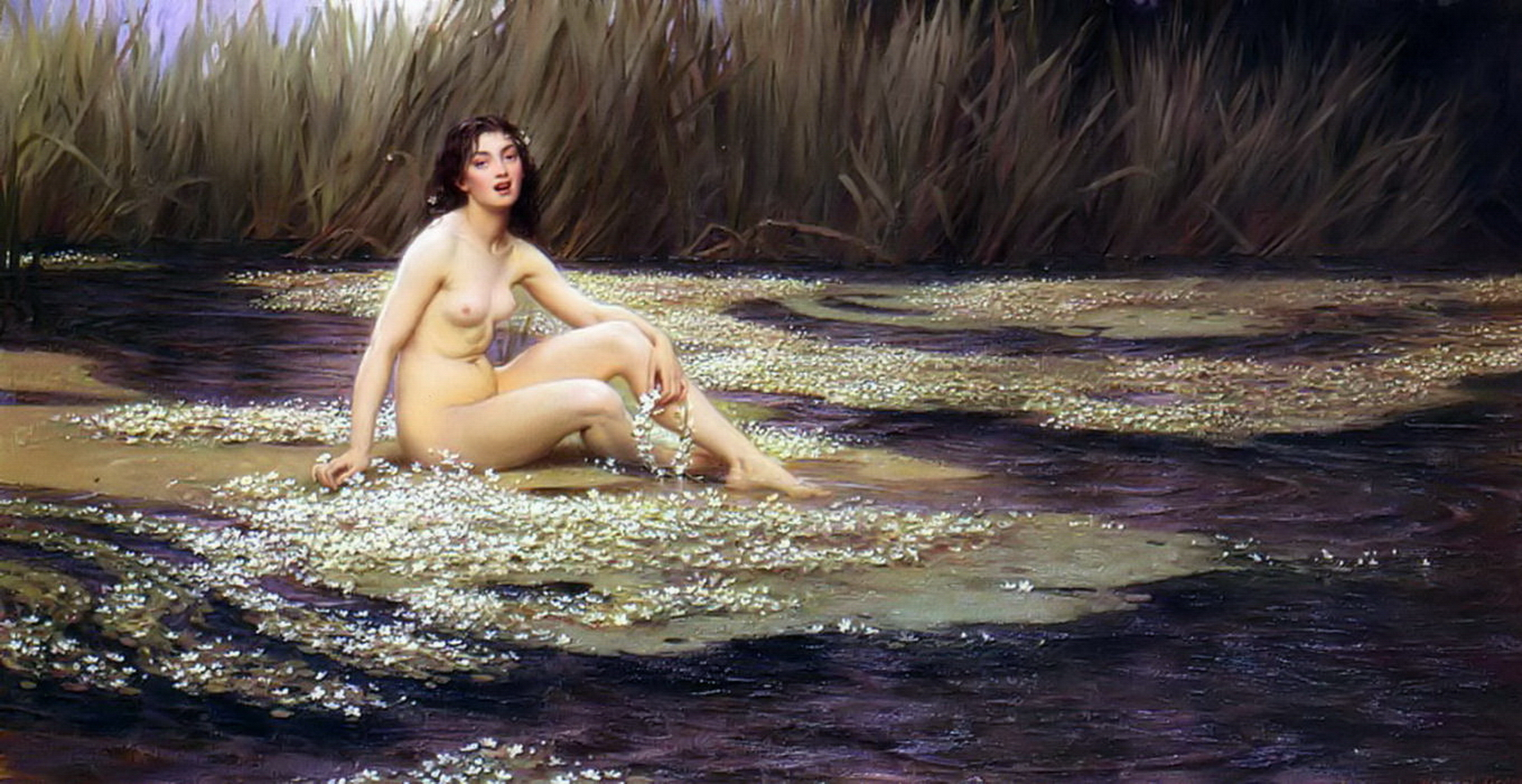
The Water Nymph, 1908
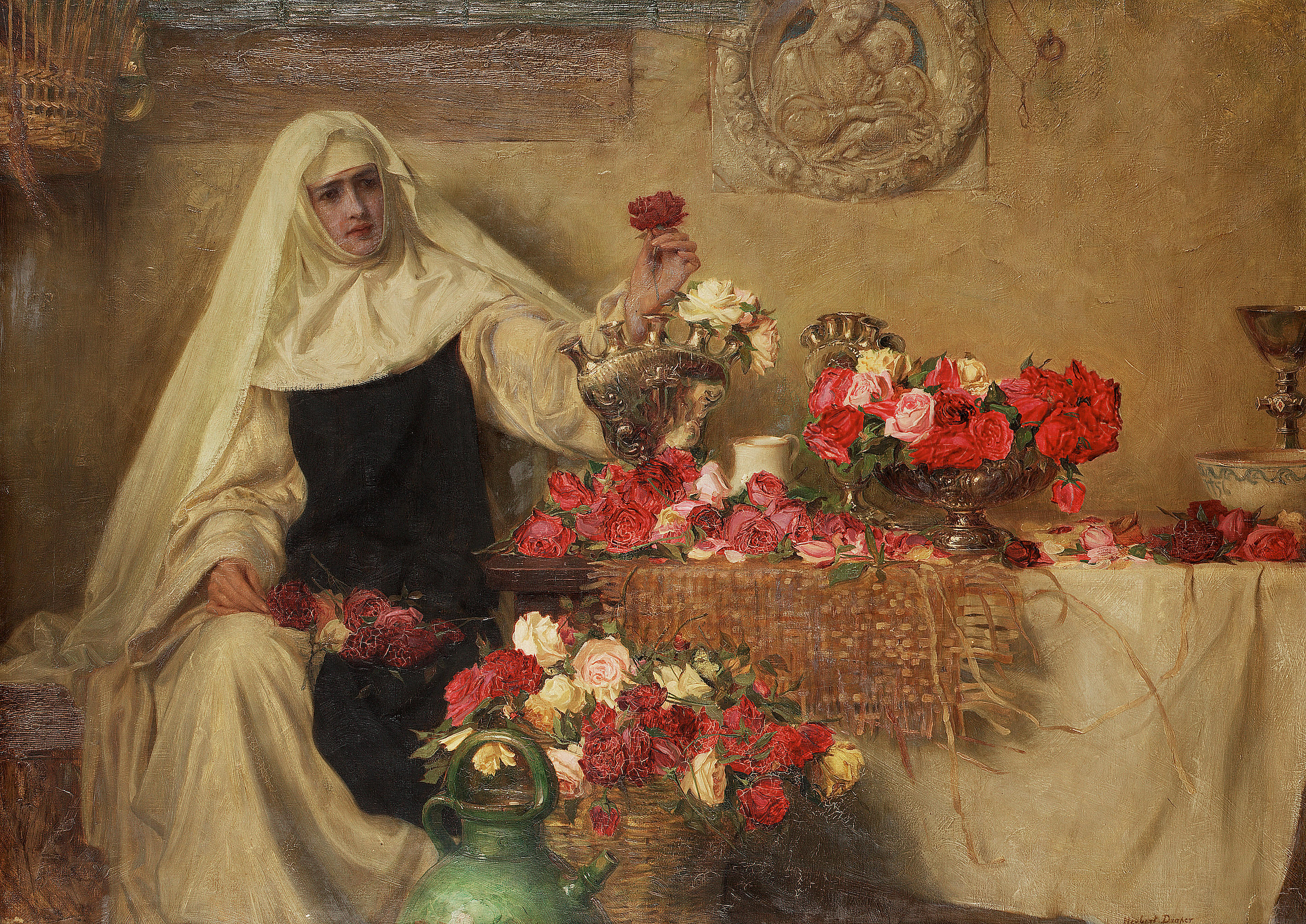
For Saint Dorothea's Day, 1899
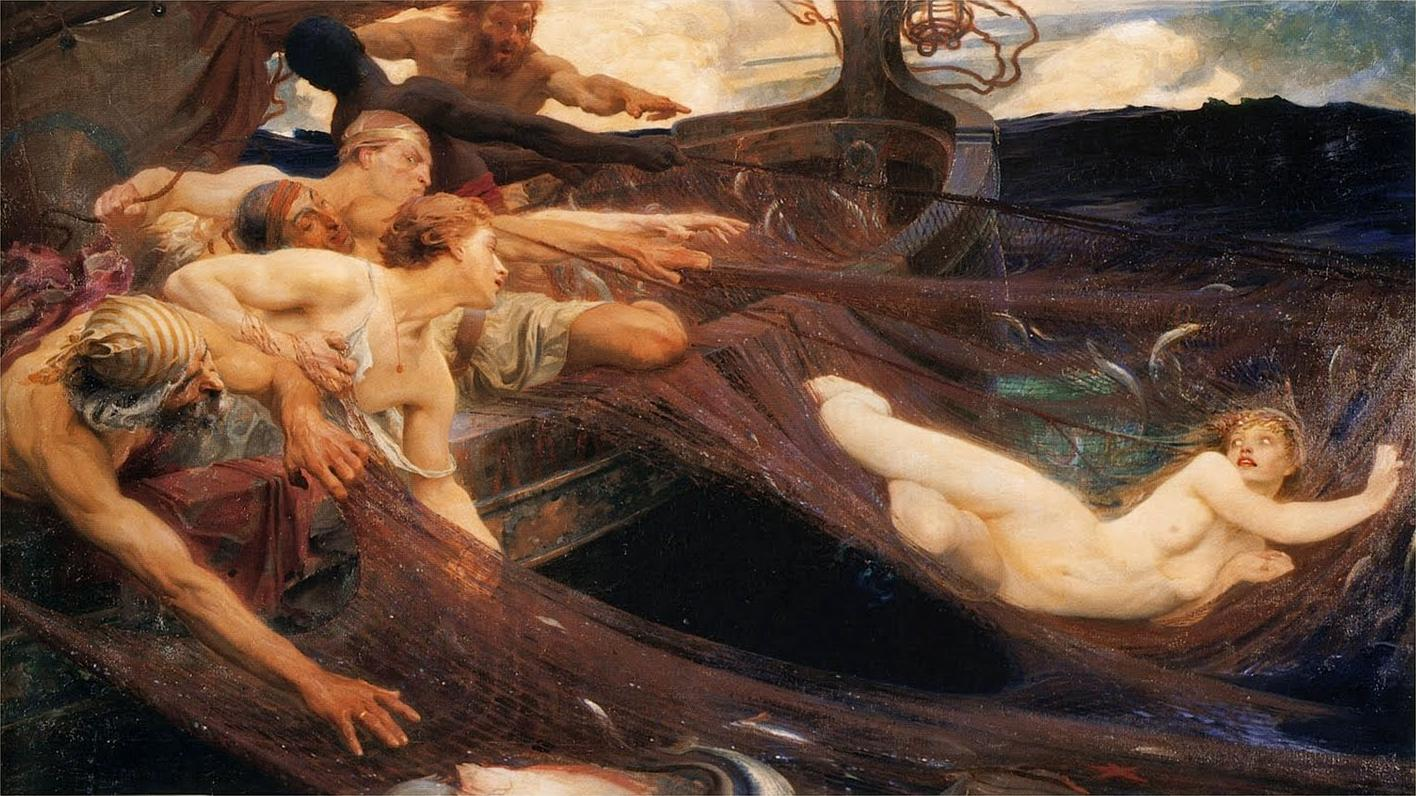
The Sea Maiden
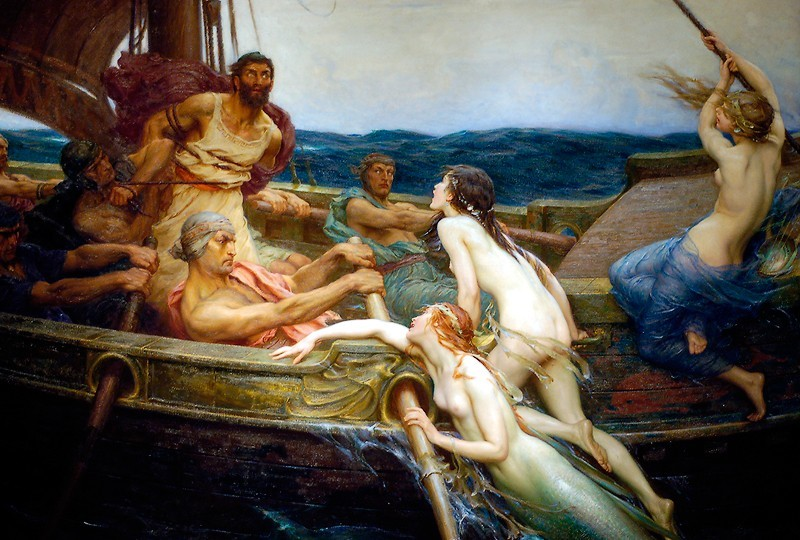
ユリシーズとセイレーンたち
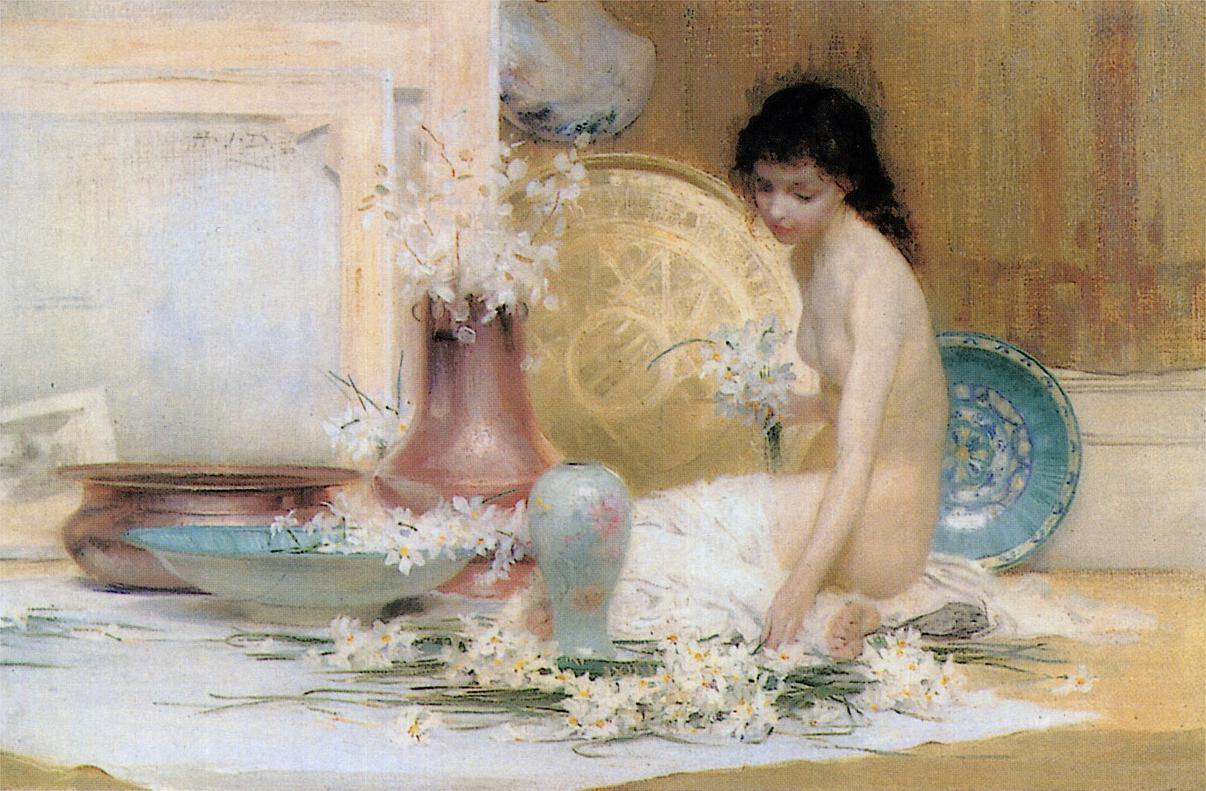
In the Studio

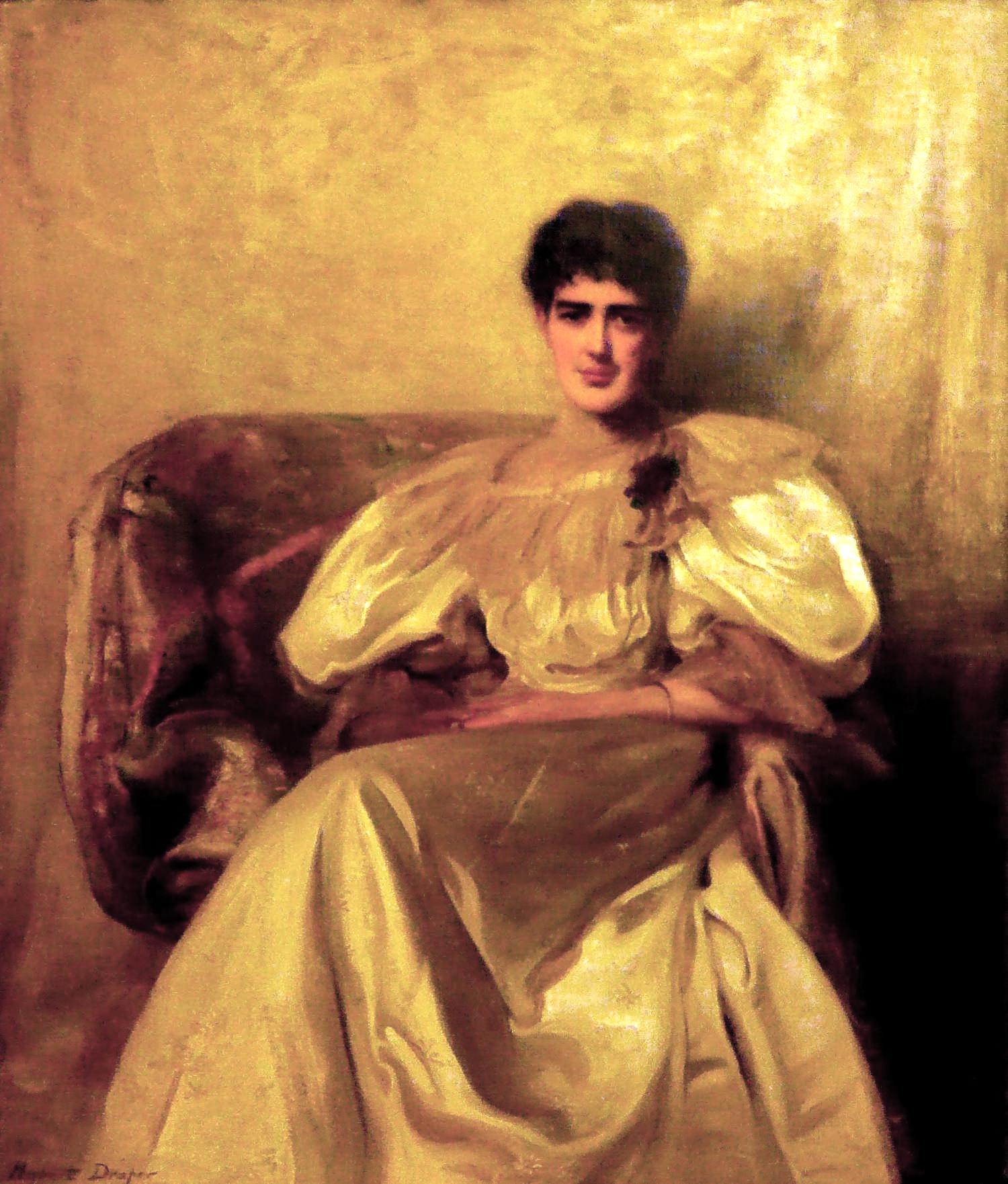
Ida Draper
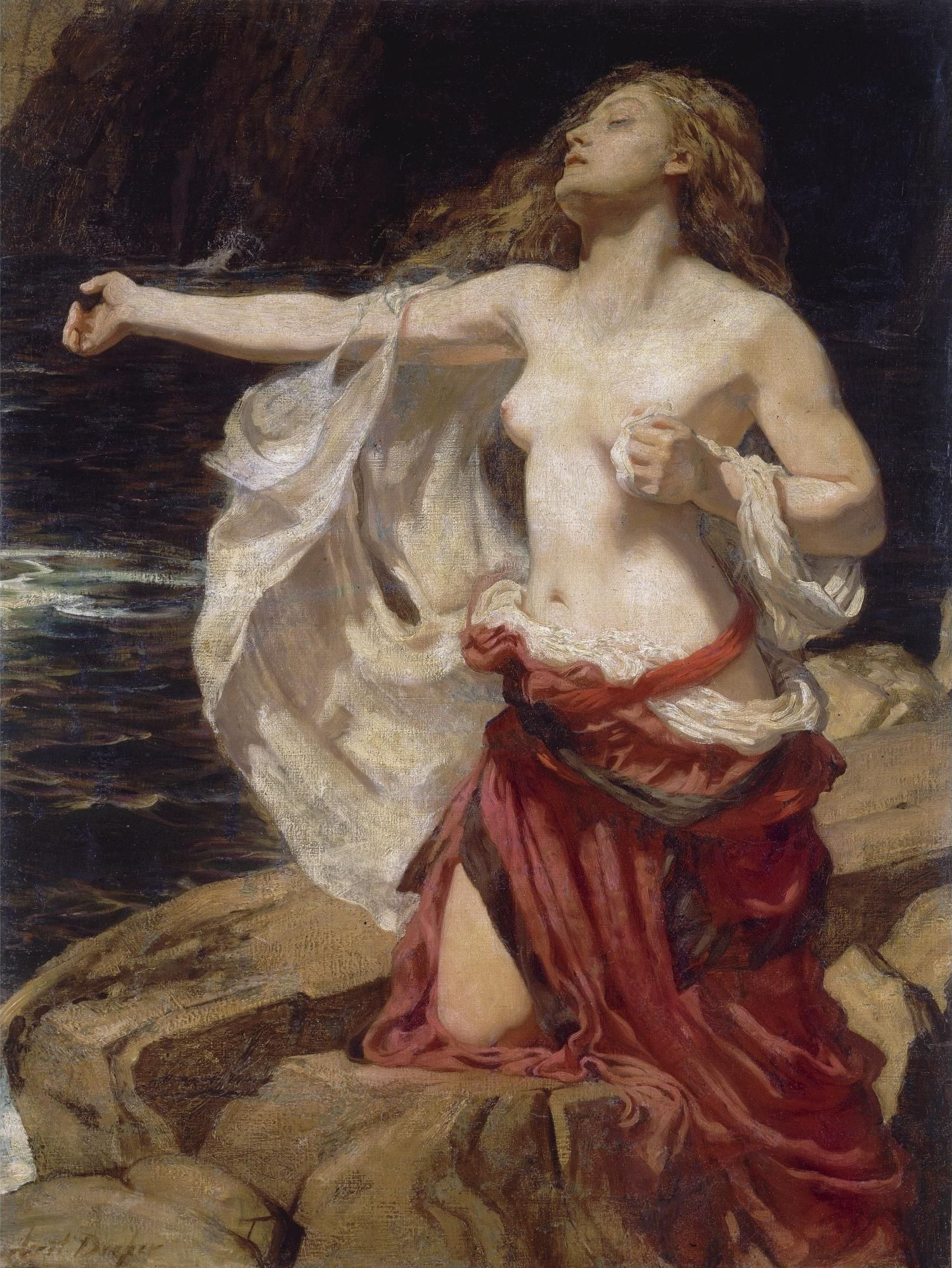
Ariadne
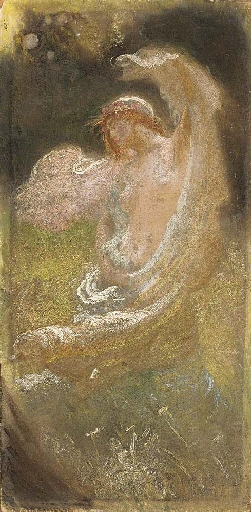
A Nymph in a Sunlit Glade
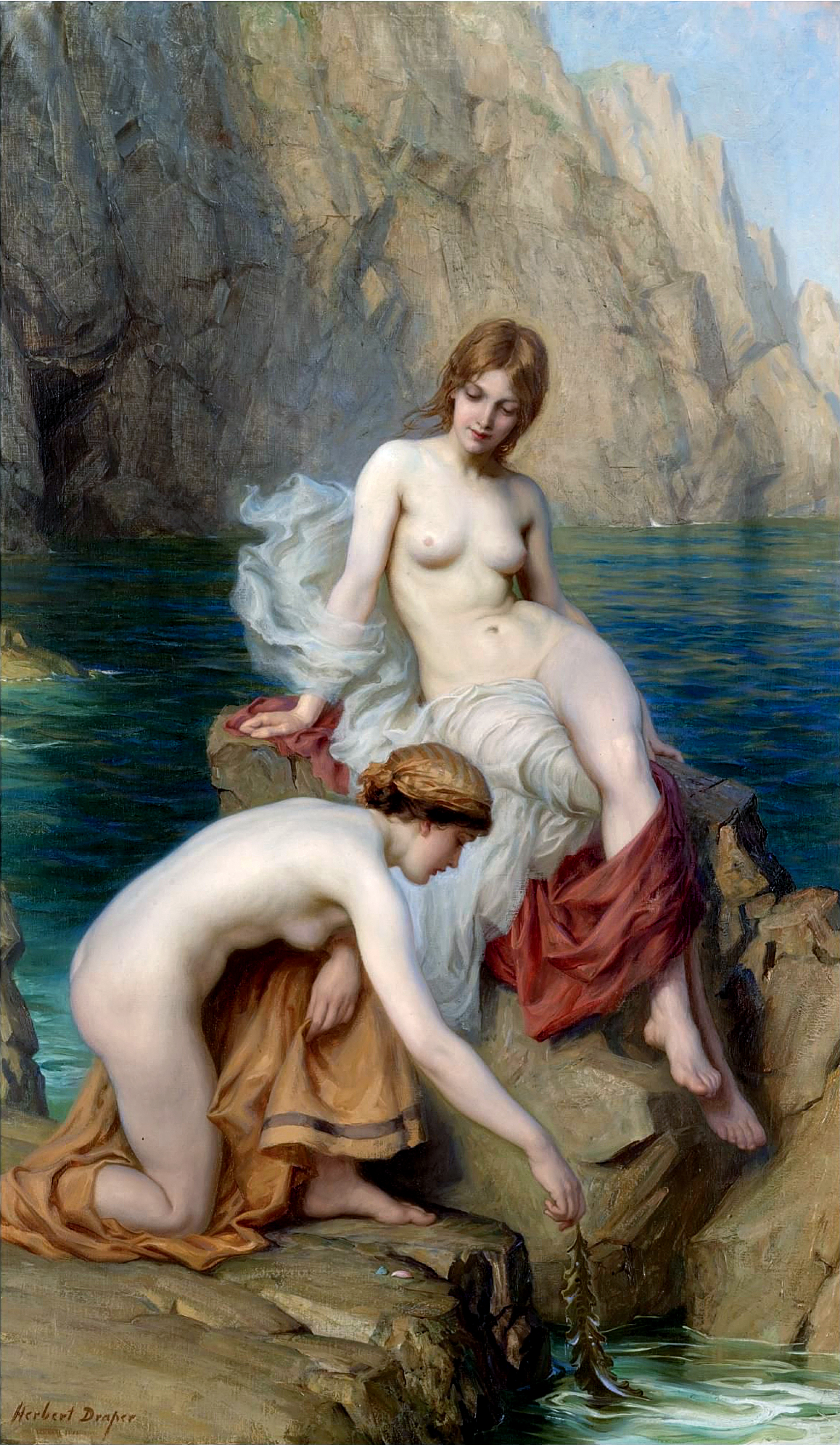
By Summer Seas
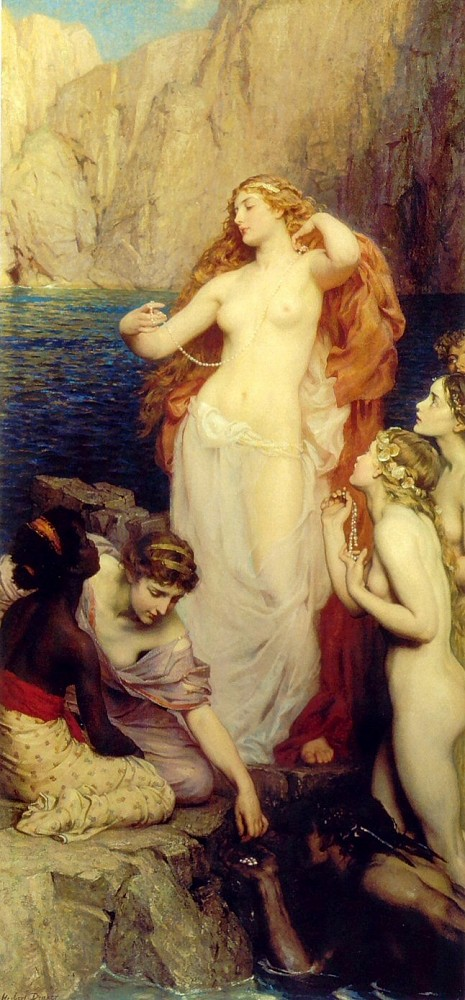
The Pearls of Aphrodite
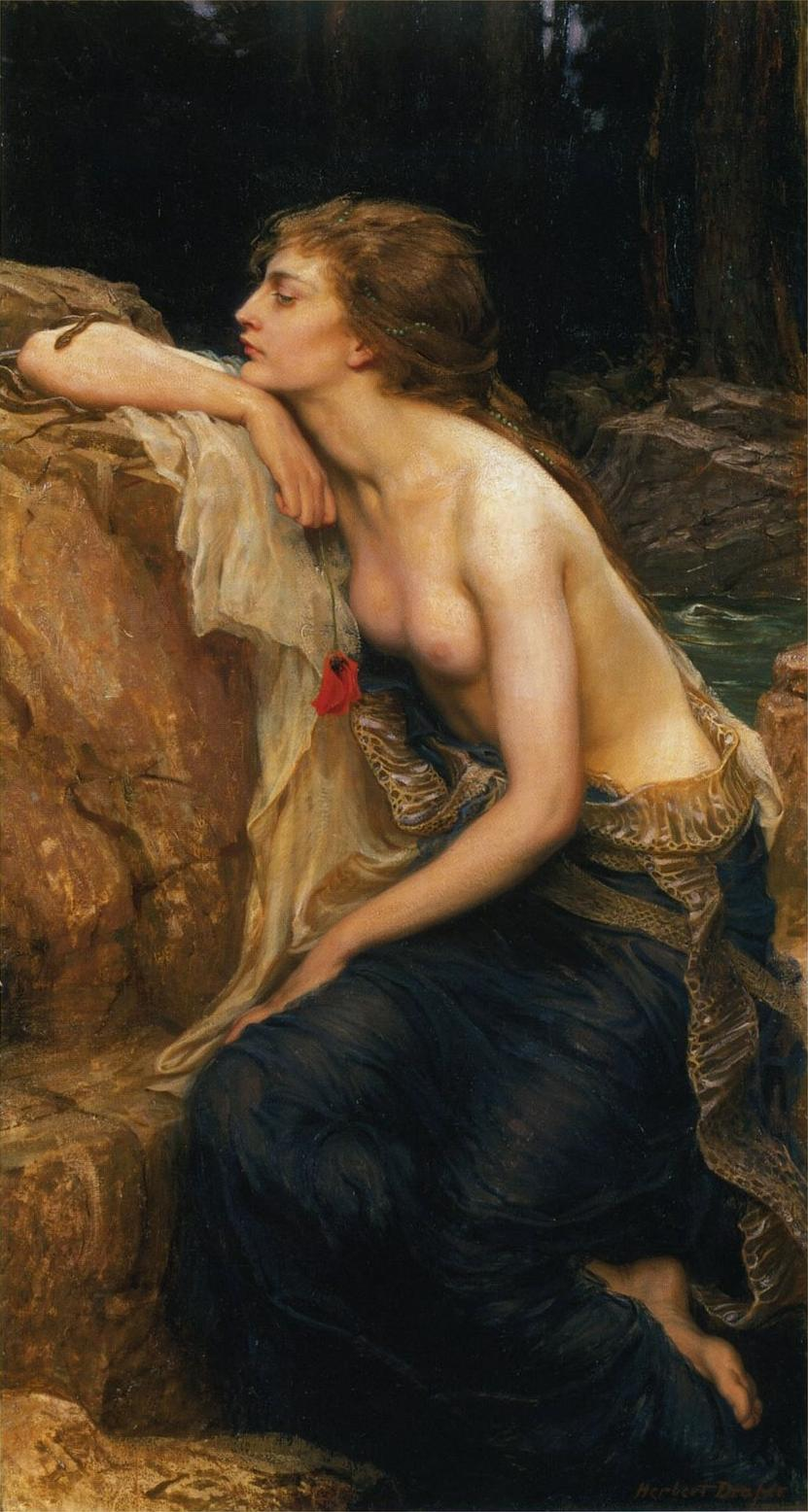
The Lamia, 1909
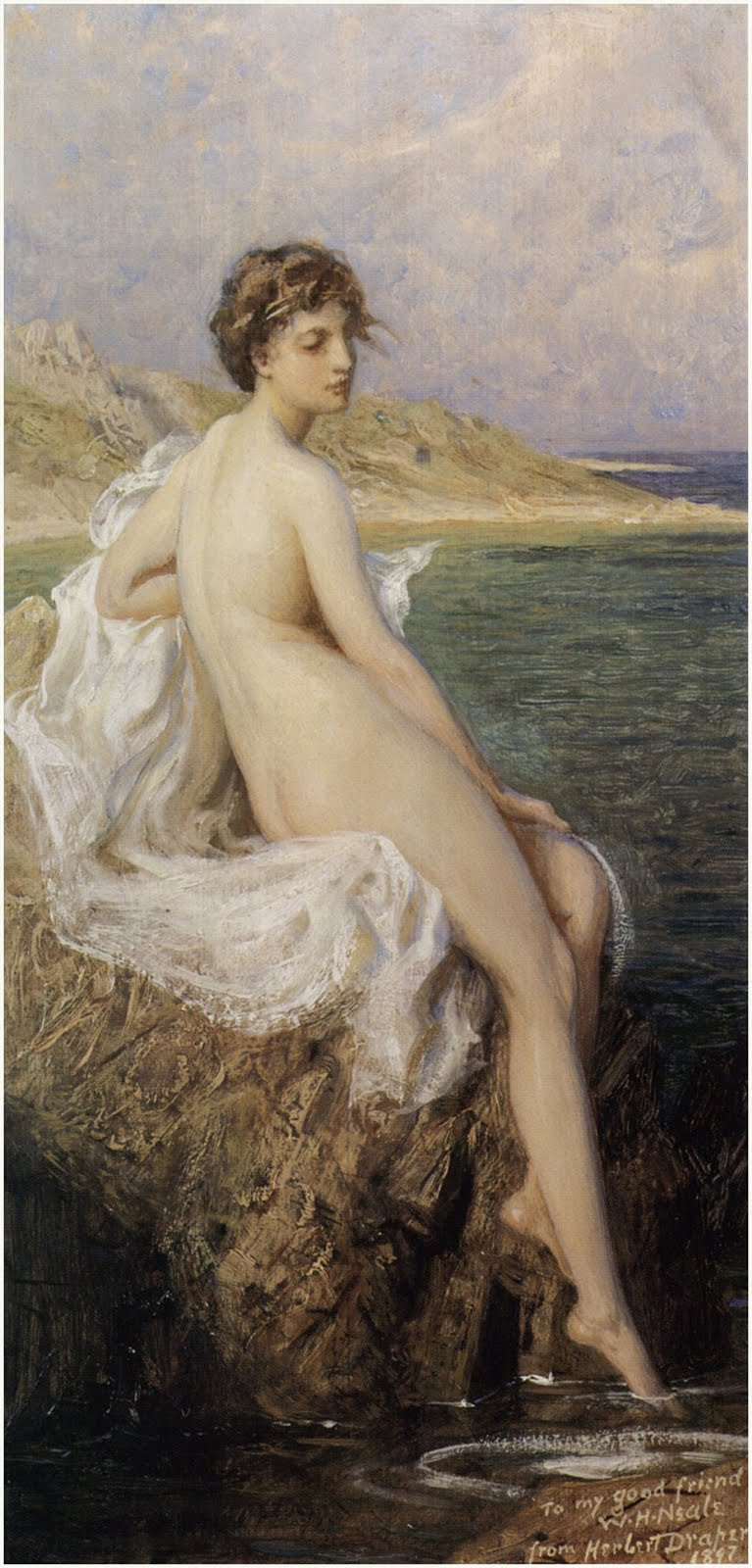
Bather
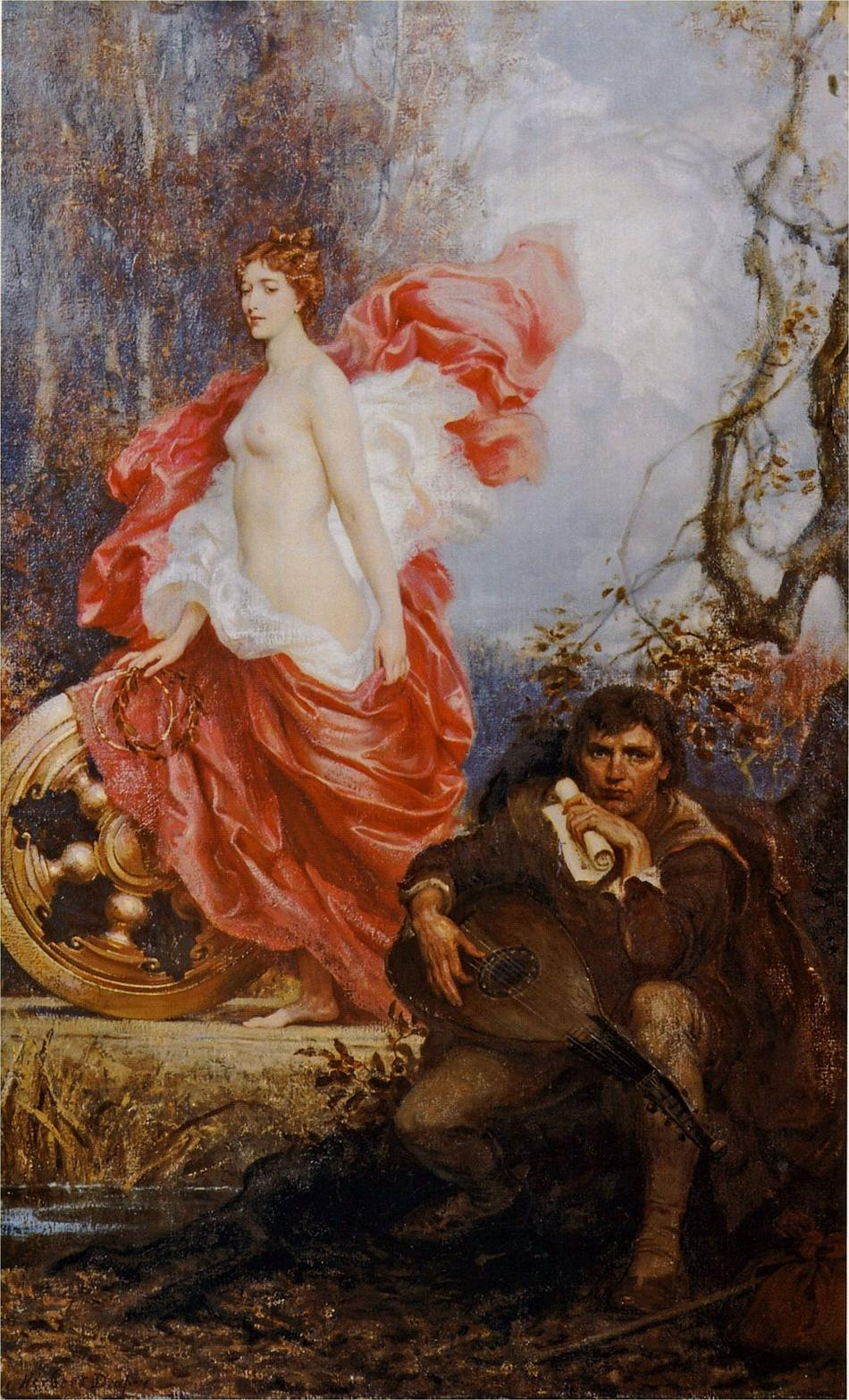
Art and the Jade
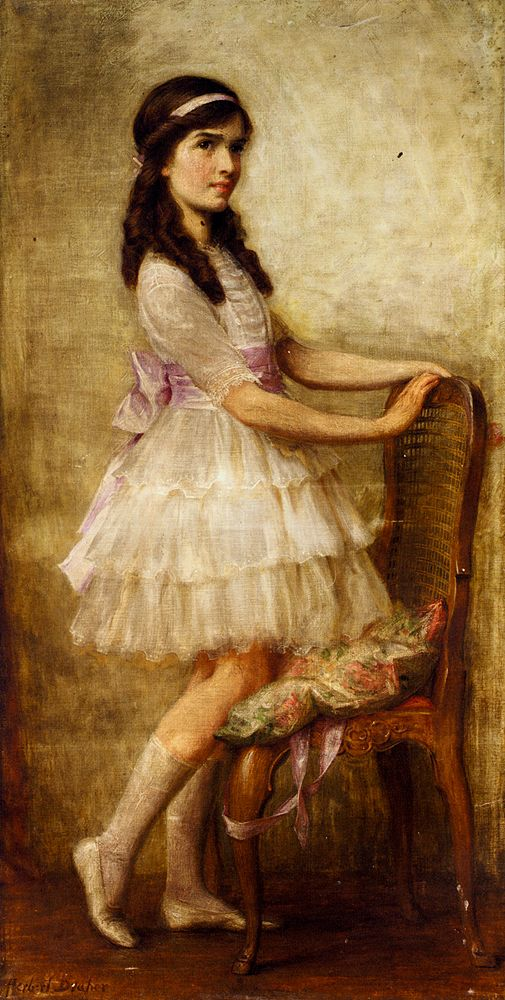
Portrait Of Miss Barbara De Selincourt
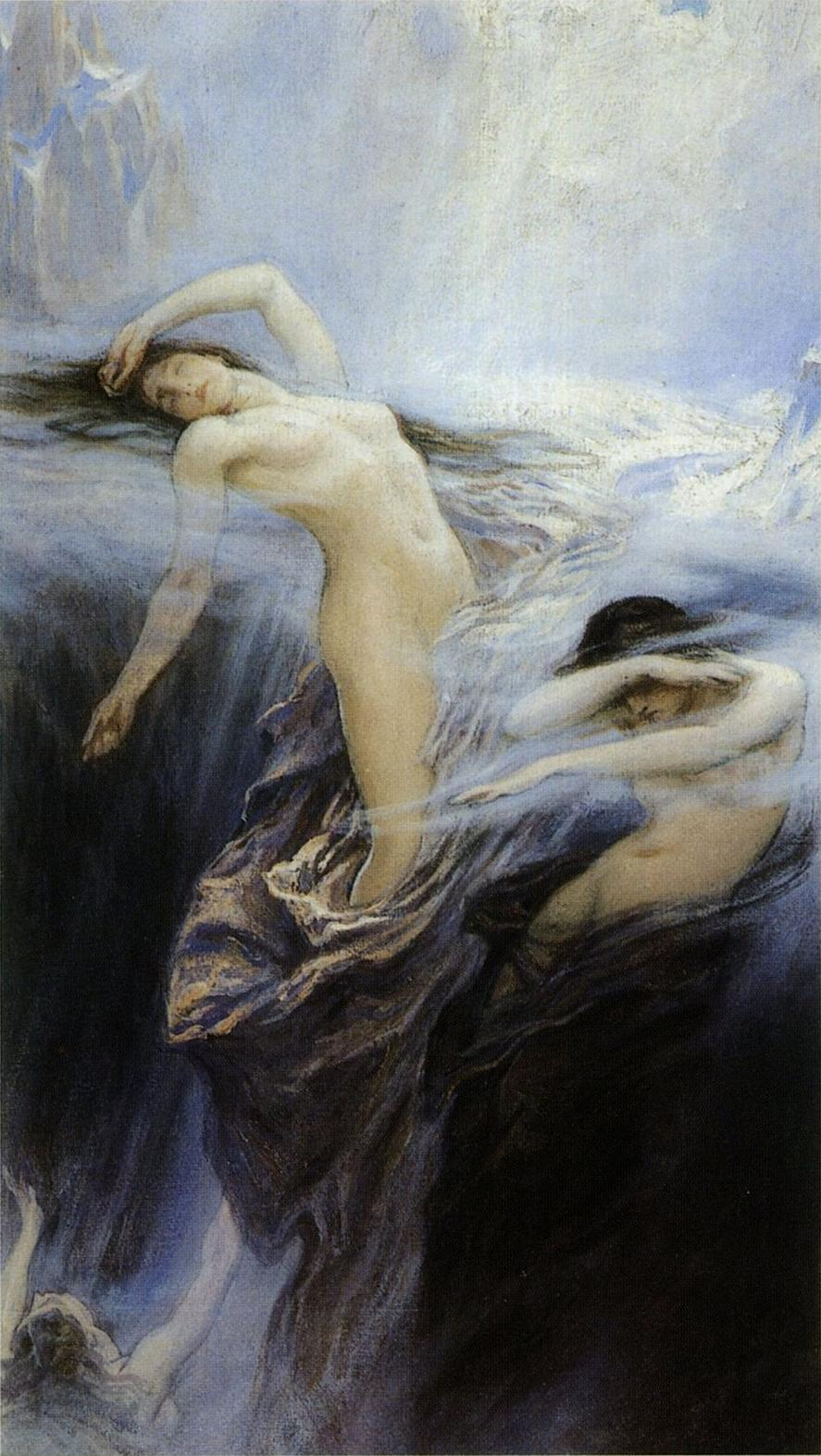
Clyties of the Mist
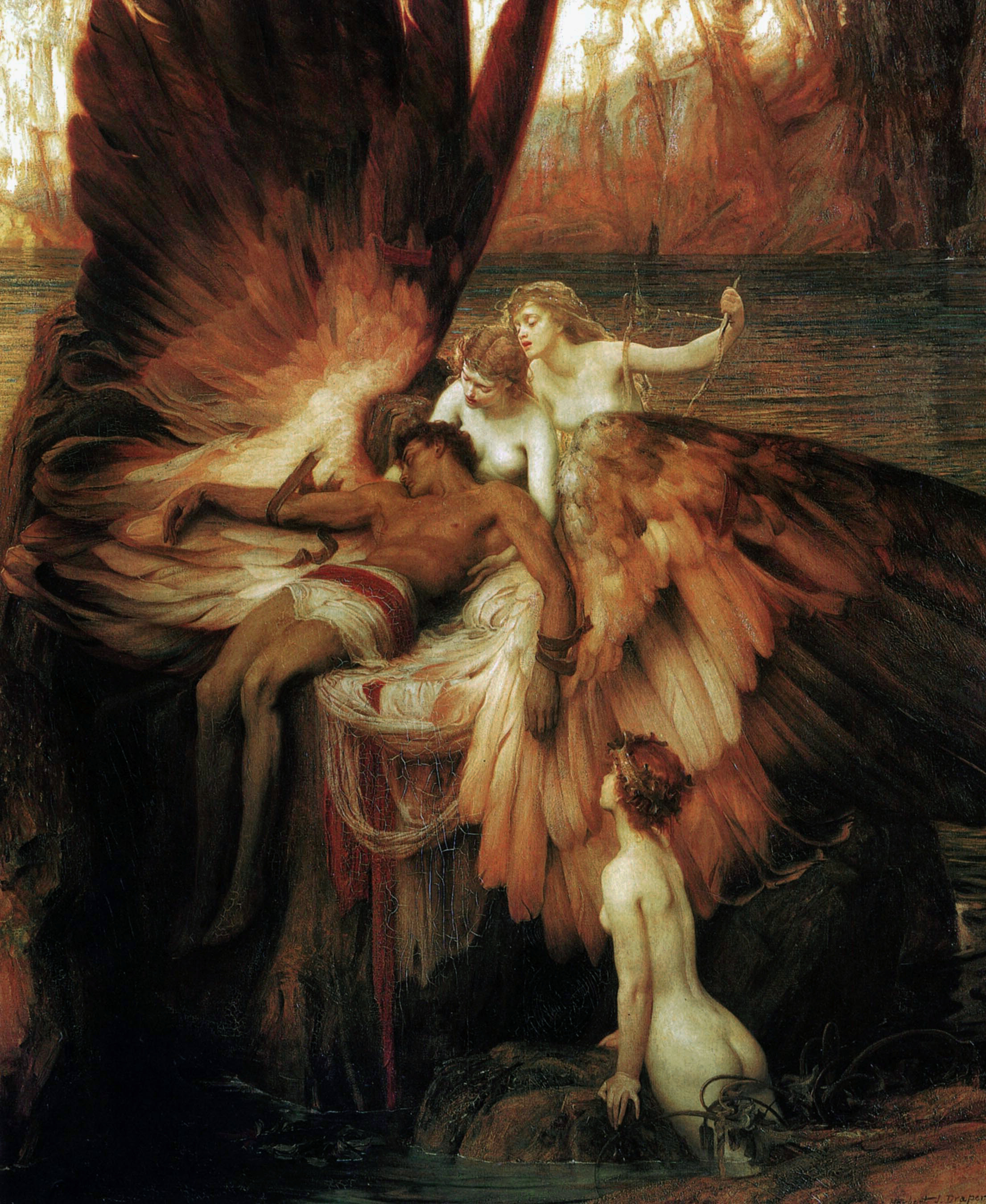
The Lament for Icarus, 1898
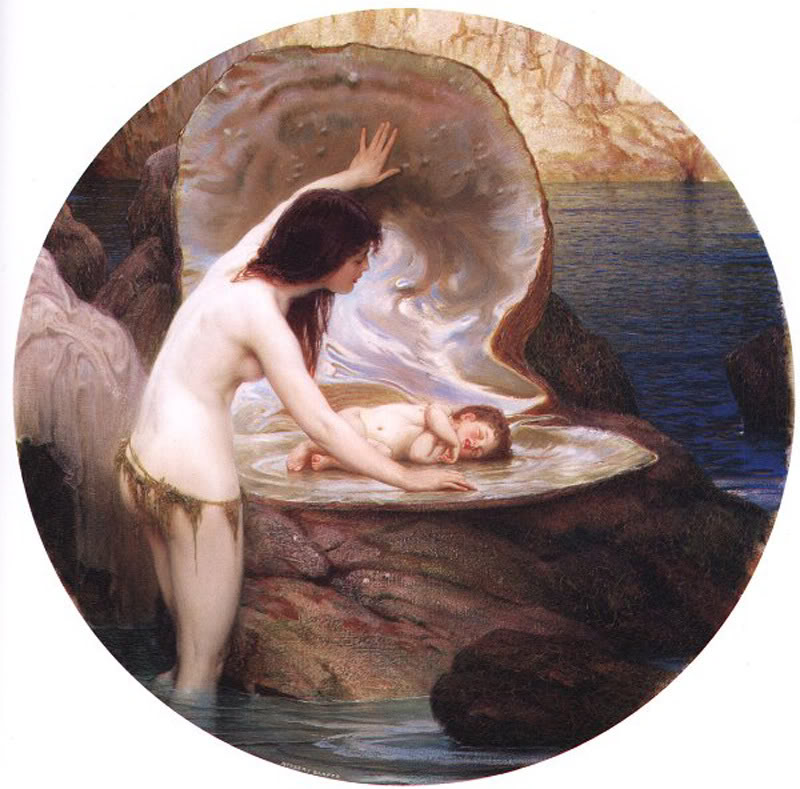
A Water Baby
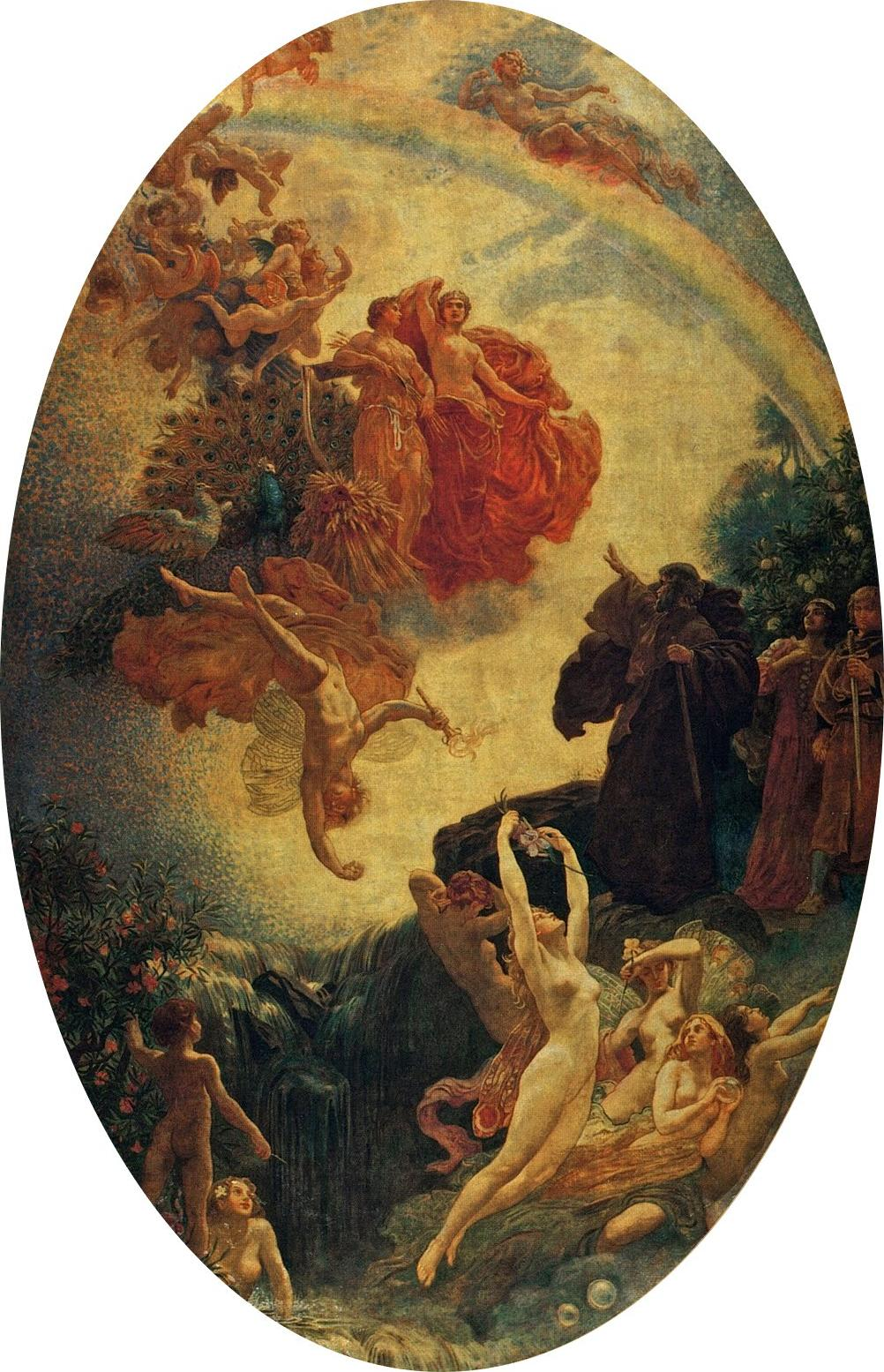
Prospero
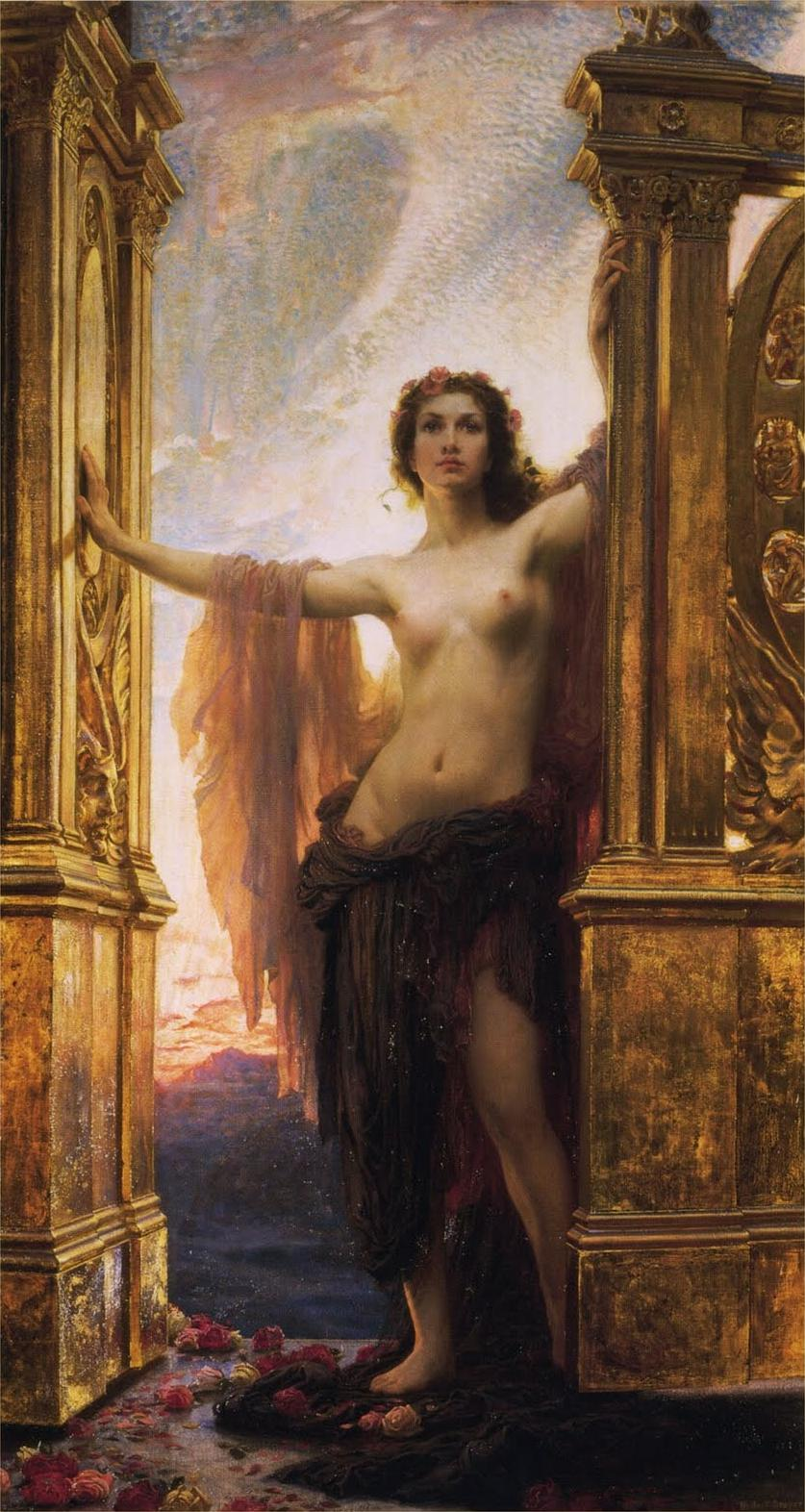
Gates of Dawn
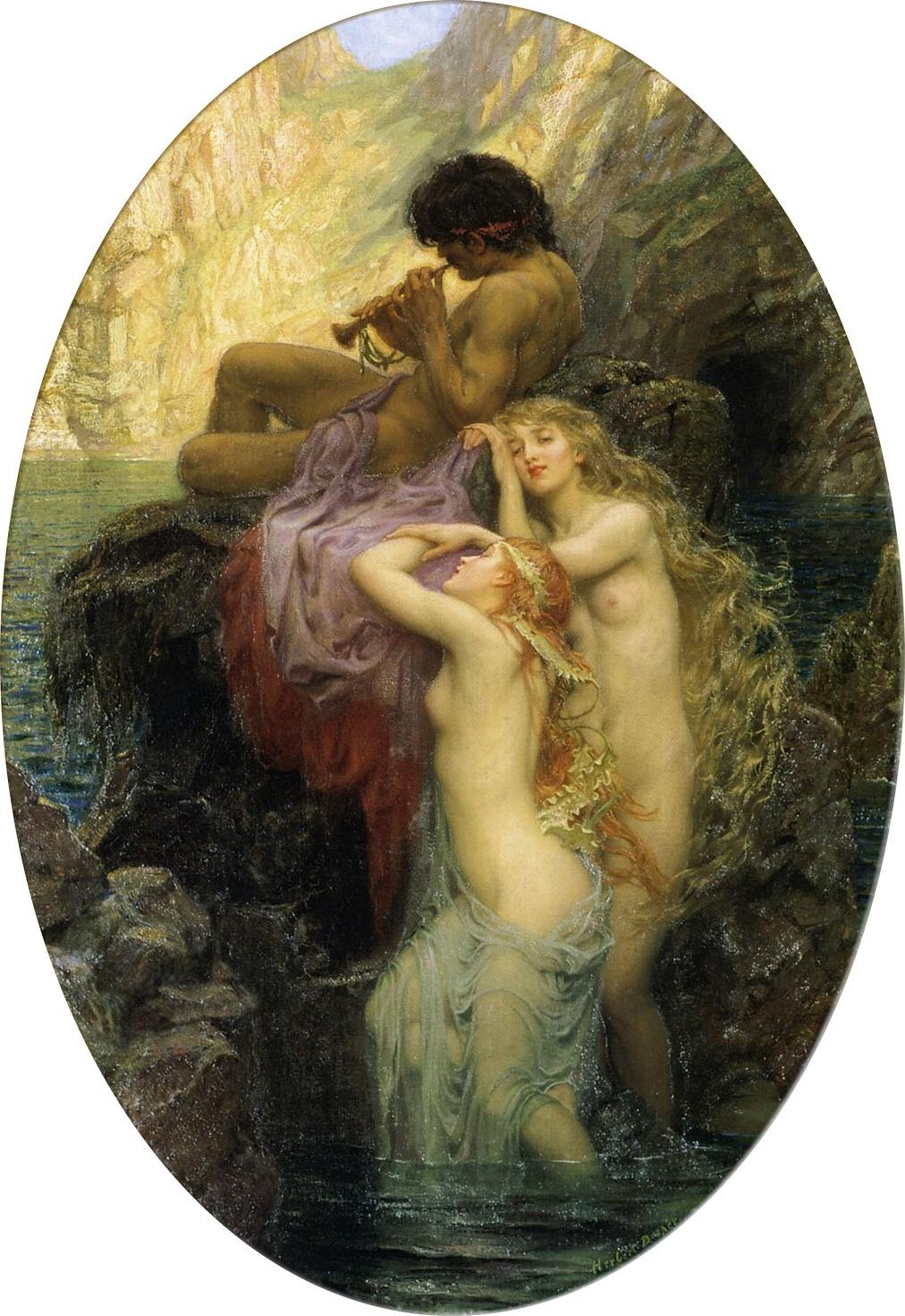
Sea Melodies

## 関連文献
- Toll, Simon: Herbert Draper 1863–1920: A Life Study (Antique Collector's Club; 2003). ISBN 1-85149-378-6